# 1673
Portal Geschichte | Portal Biografien | Aktuelle Ereignisse | Jahreskalender | Tagesartikel

◄ |
16. Jahrhundert |
17. Jahrhundert
| 18. Jahrhundert | ►

◄ |
1640er |
1650er |
1660er |
1670er
| 1680er | 1690er | 1700er | ►

◄◄ |
◄ |
1669 |
1670 |
1671 |
1672 |
1673
| 1674 | 1675 | 1676 | 1677 | ► | ►►
Staatsoberhäupter  · Nekrolog   · Musikjahr
| Januar | Januar | Januar | Januar | Januar | Januar | Januar | Januar |
| Kw     | Mo     | Di     | Mi     | Do     | Fr     | Sa     | So     |
| ------ | ------ | ------ | ------ | ------ | ------ | ------ | ------ |
| 52     |        |        |        |        |        |        | 1      |
| 1      | 2      | 3      | 4      | 5      | 6      | 7      | 8      |
| 2      | 9      | 10     | 11     | 12     | 13     | 14     | 15     |
| 3      | 16     | 17     | 18     | 19     | 20     | 21     | 22     |
| 4      | 23     | 24     | 25     | 26     | 27     | 28     | 29     |
| 5      | 30     | 31     |        |        |        |        |        |

| Februar | Februar | Februar | Februar | Februar | Februar | Februar | Februar |
| Kw      | Mo      | Di      | Mi      | Do      | Fr      | Sa      | So      |
| ------- | ------- | ------- | ------- | ------- | ------- | ------- | ------- |
| 5       |         |         | 1       | 2       | 3       | 4       | 5       |
| 6       | 6       | 7       | 8       | 9       | 10      | 11      | 12      |
| 7       | 13      | 14      | 15      | 16      | 17      | 18      | 19      |
| 8       | 20      | 21      | 22      | 23      | 24      | 25      | 26      |
| 9       | 27      | 28      |         |         |         |         |         |

| März | März | März | März | März | März | März | März |
| Kw   | Mo   | Di   | Mi   | Do   | Fr   | Sa   | So   |
| ---- | ---- | ---- | ---- | ---- | ---- | ---- | ---- |
| 9    |      |      | 1    | 2    | 3    | 4    | 5    |
| 10   | 6    | 7    | 8    | 9    | 10   | 11   | 12   |
| 11   | 13   | 14   | 15   | 16   | 17   | 18   | 19   |
| 12   | 20   | 21   | 22   | 23   | 24   | 25   | 26   |
| 13   | 27   | 28   | 29   | 30   | 31   |      |      |

| April | April | April | April | April | April | April | April |
| Kw    | Mo    | Di    | Mi    | Do    | Fr    | Sa    | So    |
| ----- | ----- | ----- | ----- | ----- | ----- | ----- | ----- |
| 13    |       |       |       |       |       | 1     | 2     |
| 14    | 3     | 4     | 5     | 6     | 7     | 8     | 9     |
| 15    | 10    | 11    | 12    | 13    | 14    | 15    | 16    |
| 16    | 17    | 18    | 19    | 20    | 21    | 22    | 23    |
| 17    | 24    | 25    | 26    | 27    | 28    | 29    | 30    |

| Mai | Mai | Mai | Mai | Mai | Mai | Mai | Mai |
| Kw  | Mo  | Di  | Mi  | Do  | Fr  | Sa  | So  |
| --- | --- | --- | --- | --- | --- | --- | --- |
| 18  | 1   | 2   | 3   | 4   | 5   | 6   | 7   |
| 19  | 8   | 9   | 10  | 11  | 12  | 13  | 14  |
| 20  | 15  | 16  | 17  | 18  | 19  | 20  | 21  |
| 21  | 22  | 23  | 24  | 25  | 26  | 27  | 28  |
| 22  | 29  | 30  | 31  |     |     |     |     |

| Juni | Juni | Juni | Juni | Juni | Juni | Juni | Juni |
| Kw   | Mo   | Di   | Mi   | Do   | Fr   | Sa   | So   |
| ---- | ---- | ---- | ---- | ---- | ---- | ---- | ---- |
| 22   |      |      |      | 1    | 2    | 3    | 4    |
| 23   | 5    | 6    | 7    | 8    | 9    | 10   | 11   |
| 24   | 12   | 13   | 14   | 15   | 16   | 17   | 18   |
| 25   | 19   | 20   | 21   | 22   | 23   | 24   | 25   |
| 26   | 26   | 27   | 28   | 29   | 30   |      |      |

| Juli | Juli | Juli | Juli | Juli | Juli | Juli | Juli |
| Kw   | Mo   | Di   | Mi   | Do   | Fr   | Sa   | So   |
| ---- | ---- | ---- | ---- | ---- | ---- | ---- | ---- |
| 26   |      |      |      |      |      | 1    | 2    |
| 27   | 3    | 4    | 5    | 6    | 7    | 8    | 9    |
| 28   | 10   | 11   | 12   | 13   | 14   | 15   | 16   |
| 29   | 17   | 18   | 19   | 20   | 21   | 22   | 23   |
| 30   | 24   | 25   | 26   | 27   | 28   | 29   | 30   |
| 31   | 31   |      |      |      |      |      |      |

| August | August | August | August | August | August | August | August |
| Kw     | Mo     | Di     | Mi     | Do     | Fr     | Sa     | So     |
| ------ | ------ | ------ | ------ | ------ | ------ | ------ | ------ |
| 31     |        | 1      | 2      | 3      | 4      | 5      | 6      |
| 32     | 7      | 8      | 9      | 10     | 11     | 12     | 13     |
| 33     | 14     | 15     | 16     | 17     | 18     | 19     | 20     |
| 34     | 21     | 22     | 23     | 24     | 25     | 26     | 27     |
| 35     | 28     | 29     | 30     | 31     |        |        |        |

| September | September | September | September | September | September | September | September |
| Kw        | Mo        | Di        | Mi        | Do        | Fr        | Sa        | So        |
| --------- | --------- | --------- | --------- | --------- | --------- | --------- | --------- |
| 35        |           |           |           |           | 1         | 2         | 3         |
| 36        | 4         | 5         | 6         | 7         | 8         | 9         | 10        |
| 37        | 11        | 12        | 13        | 14        | 15        | 16        | 17        |
| 38        | 18        | 19        | 20        | 21        | 22        | 23        | 24        |
| 39        | 25        | 26        | 27        | 28        | 29        | 30        |           |

| Oktober | Oktober | Oktober | Oktober | Oktober | Oktober | Oktober | Oktober |
| Kw      | Mo      | Di      | Mi      | Do      | Fr      | Sa      | So      |
| ------- | ------- | ------- | ------- | ------- | ------- | ------- | ------- |
| 39      |         |         |         |         |         |         | 1       |
| 40      | 2       | 3       | 4       | 5       | 6       | 7       | 8       |
| 41      | 9       | 10      | 11      | 12      | 13      | 14      | 15      |
| 42      | 16      | 17      | 18      | 19      | 20      | 21      | 22      |
| 43      | 23      | 24      | 25      | 26      | 27      | 28      | 29      |
| 44      | 30      | 31      |         |         |         |         |         |

| November | November | November | November | November | November | November | November |
| Kw       | Mo       | Di       | Mi       | Do       | Fr       | Sa       | So       |
| -------- | -------- | -------- | -------- | -------- | -------- | -------- | -------- |
| 44       |          |          | 1        | 2        | 3        | 4        | 5        |
| 45       | 6        | 7        | 8        | 9        | 10       | 11       | 12       |
| 46       | 13       | 14       | 15       | 16       | 17       | 18       | 19       |
| 47       | 20       | 21       | 22       | 23       | 24       | 25       | 26       |
| 48       | 27       | 28       | 29       | 30       |          |          |          |

| Dezember | Dezember | Dezember | Dezember | Dezember | Dezember | Dezember | Dezember |
| Kw       | Mo       | Di       | Mi       | Do       | Fr       | Sa       | So       |
| -------- | -------- | -------- | -------- | -------- | -------- | -------- | -------- |
| 48       |          |          |          |          | 1        | 2        | 3        |
| 49       | 4        | 5        | 6        | 7        | 8        | 9        | 10       |
| 50       | 11       | 12       | 13       | 14       | 15       | 16       | 17       |
| 51       | 18       | 19       | 20       | 21       | 22       | 23       | 24       |
| 52       | 25       | 26       | 27       | 28       | 29       | 30       | 31       |

| Januar | Januar | Januar | Januar | Januar | Januar | Januar | Januar |
| Kw     | Mo     | Di     | Mi     | Do     | Fr     | Sa     | So     |
| ------ | ------ | ------ | ------ | ------ | ------ | ------ | ------ |
| 52     |        |        |        |        |        |        | 1      |
| 1      | 2      | 3      | 4      | 5      | 6      | 7      | 8      |
| 2      | 9      | 10     | 11     | 12     | 13     | 14     | 15     |
| 3      | 16     | 17     | 18     | 19     | 20     | 21     | 22     |
| 4      | 23     | 24     | 25     | 26     | 27     | 28     | 29     |
| 5      | 30     | 31     |        |        |        |        |        |

| Februar | Februar | Februar | Februar | Februar | Februar | Februar | Februar |
| Kw      | Mo      | Di      | Mi      | Do      | Fr      | Sa      | So      |
| ------- | ------- | ------- | ------- | ------- | ------- | ------- | ------- |
| 5       |         |         | 1       | 2       | 3       | 4       | 5       |
| 6       | 6       | 7       | 8       | 9       | 10      | 11      | 12      |
| 7       | 13      | 14      | 15      | 16      | 17      | 18      | 19      |
| 8       | 20      | 21      | 22      | 23      | 24      | 25      | 26      |
| 9       | 27      | 28      |         |         |         |         |         |

| März | März | März | März | März | März | März | März |
| Kw   | Mo   | Di   | Mi   | Do   | Fr   | Sa   | So   |
| ---- | ---- | ---- | ---- | ---- | ---- | ---- | ---- |
| 9    |      |      | 1    | 2    | 3    | 4    | 5    |
| 10   | 6    | 7    | 8    | 9    | 10   | 11   | 12   |
| 11   | 13   | 14   | 15   | 16   | 17   | 18   | 19   |
| 12   | 20   | 21   | 22   | 23   | 24   | 25   | 26   |
| 13   | 27   | 28   | 29   | 30   | 31   |      |      |

| April | April | April | April | April | April | April | April |
| Kw    | Mo    | Di    | Mi    | Do    | Fr    | Sa    | So    |
| ----- | ----- | ----- | ----- | ----- | ----- | ----- | ----- |
| 13    |       |       |       |       |       | 1     | 2     |
| 14    | 3     | 4     | 5     | 6     | 7     | 8     | 9     |
| 15    | 10    | 11    | 12    | 13    | 14    | 15    | 16    |
| 16    | 17    | 18    | 19    | 20    | 21    | 22    | 23    |
| 17    | 24    | 25    | 26    | 27    | 28    | 29    | 30    |

| Mai | Mai | Mai | Mai | Mai | Mai | Mai | Mai |
| Kw  | Mo  | Di  | Mi  | Do  | Fr  | Sa  | So  |
| --- | --- | --- | --- | --- | --- | --- | --- |
| 18  | 1   | 2   | 3   | 4   | 5   | 6   | 7   |
| 19  | 8   | 9   | 10  | 11  | 12  | 13  | 14  |
| 20  | 15  | 16  | 17  | 18  | 19  | 20  | 21  |
| 21  | 22  | 23  | 24  | 25  | 26  | 27  | 28  |
| 22  | 29  | 30  | 31  |     |     |     |     |

| Juni | Juni | Juni | Juni | Juni | Juni | Juni | Juni |
| Kw   | Mo   | Di   | Mi   | Do   | Fr   | Sa   | So   |
| ---- | ---- | ---- | ---- | ---- | ---- | ---- | ---- |
| 22   |      |      |      | 1    | 2    | 3    | 4    |
| 23   | 5    | 6    | 7    | 8    | 9    | 10   | 11   |
| 24   | 12   | 13   | 14   | 15   | 16   | 17   | 18   |
| 25   | 19   | 20   | 21   | 22   | 23   | 24   | 25   |
| 26   | 26   | 27   | 28   | 29   | 30   |      |      |

| Juli | Juli | Juli | Juli | Juli | Juli | Juli | Juli |
| Kw   | Mo   | Di   | Mi   | Do   | Fr   | Sa   | So   |
| ---- | ---- | ---- | ---- | ---- | ---- | ---- | ---- |
| 26   |      |      |      |      |      | 1    | 2    |
| 27   | 3    | 4    | 5    | 6    | 7    | 8    | 9    |
| 28   | 10   | 11   | 12   | 13   | 14   | 15   | 16   |
| 29   | 17   | 18   | 19   | 20   | 21   | 22   | 23   |
| 30   | 24   | 25   | 26   | 27   | 28   | 29   | 30   |
| 31   | 31   |      |      |      |      |      |      |

| August | August | August | August | August | August | August | August |
| Kw     | Mo     | Di     | Mi     | Do     | Fr     | Sa     | So     |
| ------ | ------ | ------ | ------ | ------ | ------ | ------ | ------ |
| 31     |        | 1      | 2      | 3      | 4      | 5      | 6      |
| 32     | 7      | 8      | 9      | 10     | 11     | 12     | 13     |
| 33     | 14     | 15     | 16     | 17     | 18     | 19     | 20     |
| 34     | 21     | 22     | 23     | 24     | 25     | 26     | 27     |
| 35     | 28     | 29     | 30     | 31     |        |        |        |

| September | September | September | September | September | September | September | September |
| Kw        | Mo        | Di        | Mi        | Do        | Fr        | Sa        | So        |
| --------- | --------- | --------- | --------- | --------- | --------- | --------- | --------- |
| 35        |           |           |           |           | 1         | 2         | 3         |
| 36        | 4         | 5         | 6         | 7         | 8         | 9         | 10        |
| 37        | 11        | 12        | 13        | 14        | 15        | 16        | 17        |
| 38        | 18        | 19        | 20        | 21        | 22        | 23        | 24        |
| 39        | 25        | 26        | 27        | 28        | 29        | 30        |           |

| Oktober | Oktober | Oktober | Oktober | Oktober | Oktober | Oktober | Oktober |
| Kw      | Mo      | Di      | Mi      | Do      | Fr      | Sa      | So      |
| ------- | ------- | ------- | ------- | ------- | ------- | ------- | ------- |
| 39      |         |         |         |         |         |         | 1       |
| 40      | 2       | 3       | 4       | 5       | 6       | 7       | 8       |
| 41      | 9       | 10      | 11      | 12      | 13      | 14      | 15      |
| 42      | 16      | 17      | 18      | 19      | 20      | 21      | 22      |
| 43      | 23      | 24      | 25      | 26      | 27      | 28      | 29      |
| 44      | 30      | 31      |         |         |         |         |         |

| November | November | November | November | November | November | November | November |
| Kw       | Mo       | Di       | Mi       | Do       | Fr       | Sa       | So       |
| -------- | -------- | -------- | -------- | -------- | -------- | -------- | -------- |
| 44       |          |          | 1        | 2        | 3        | 4        | 5        |
| 45       | 6        | 7        | 8        | 9        | 10       | 11       | 12       |
| 46       | 13       | 14       | 15       | 16       | 17       | 18       | 19       |
| 47       | 20       | 21       | 22       | 23       | 24       | 25       | 26       |
| 48       | 27       | 28       | 29       | 30       |          |          |          |

| Dezember | Dezember | Dezember | Dezember | Dezember | Dezember | Dezember | Dezember |
| Kw       | Mo       | Di       | Mi       | Do       | Fr       | Sa       | So       |
| -------- | -------- | -------- | -------- | -------- | -------- | -------- | -------- |
| 48       |          |          |          |          | 1        | 2        | 3        |
| 49       | 4        | 5        | 6        | 7        | 8        | 9        | 10       |
| 50       | 11       | 12       | 13       | 14       | 15       | 16       | 17       |
| 51       | 18       | 19       | 20       | 21       | 22       | 23       | 24       |
| 52       | 25       | 26       | 27       | 28       | 29       | 30       | 31       |

## Ereignisse

### Politik und Weltgeschehen

#### Westeuropa
- 6. Juni: Der Vertrag von Vossem zwischen Frankreich und Brandenburg-Preußen beendet die brandenburgische Unterstützung für die Niederlande im Holländischen Krieg.
- 7. Juni: Vor der Scheldemündung findet im Dritten Englisch-Niederländischen Krieg die Erste Seeschlacht von Schooneveld statt. Die im Kampf in Unordnung geratene englische Flotte gibt den Landungsplan auf und kreuzt vor der niederländischen Küste, um den Feind aus seinen flachen Gewässern zu locken.
- 15. Juni: In der Zweiten Seeschlacht von Schooneveld gelingt es den niederländischen Schiffen im Dritten Englisch-Niederländischen Krieg, die an die Küste ihres Landes herangeführte englisch-französische Flotte in die Themse zurückzudrängen.
- Juli: Ludwig XIV. erobert im Krieg gegen die Niederlande die Festung Maastricht.

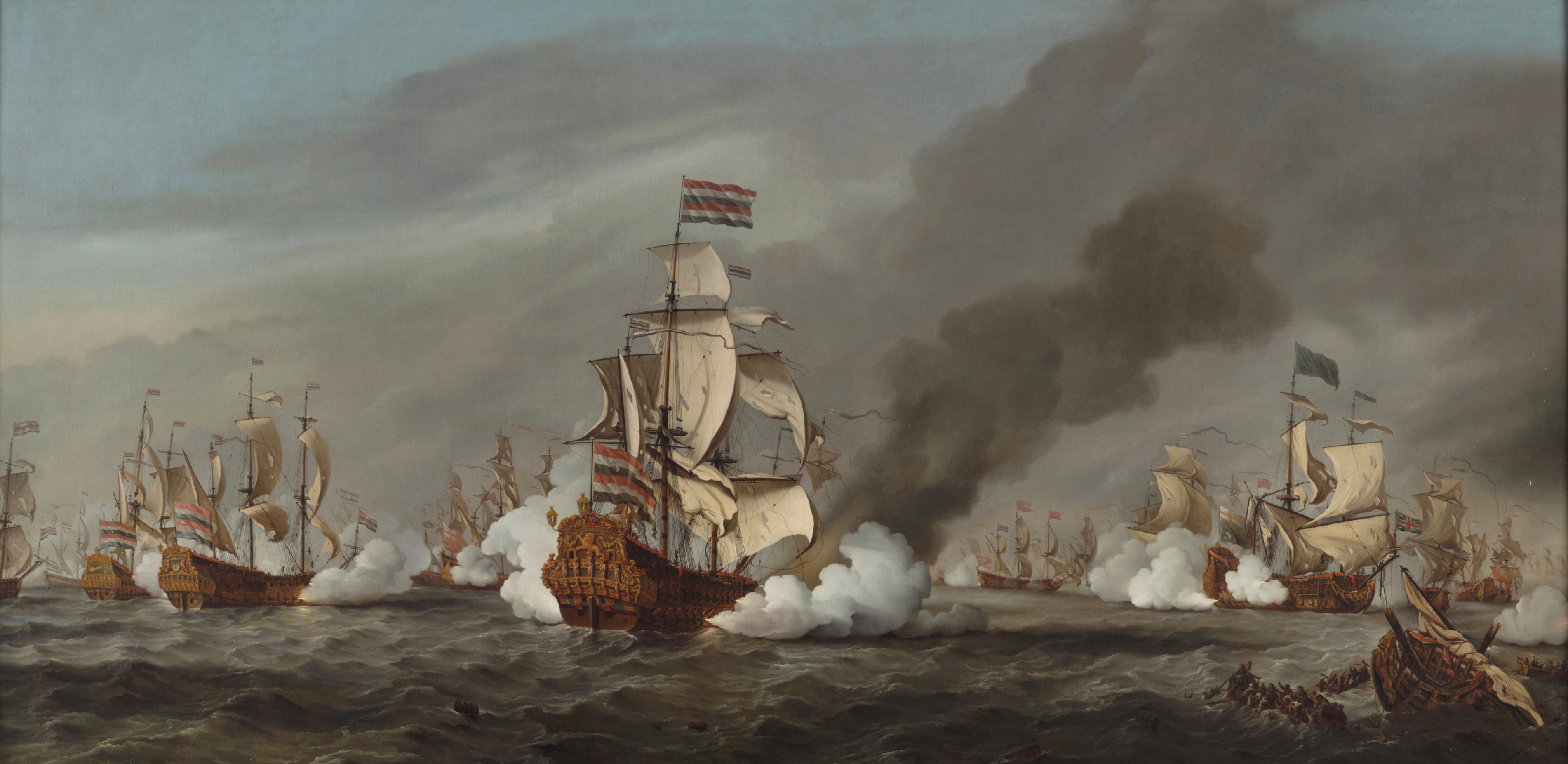
Seeschlacht vor Texel

- 21. August: In der Seeschlacht vor Texel vereiteln die Niederländer im dritten Englisch-Niederländischen Krieg ein Landungsvorhaben der Engländer.

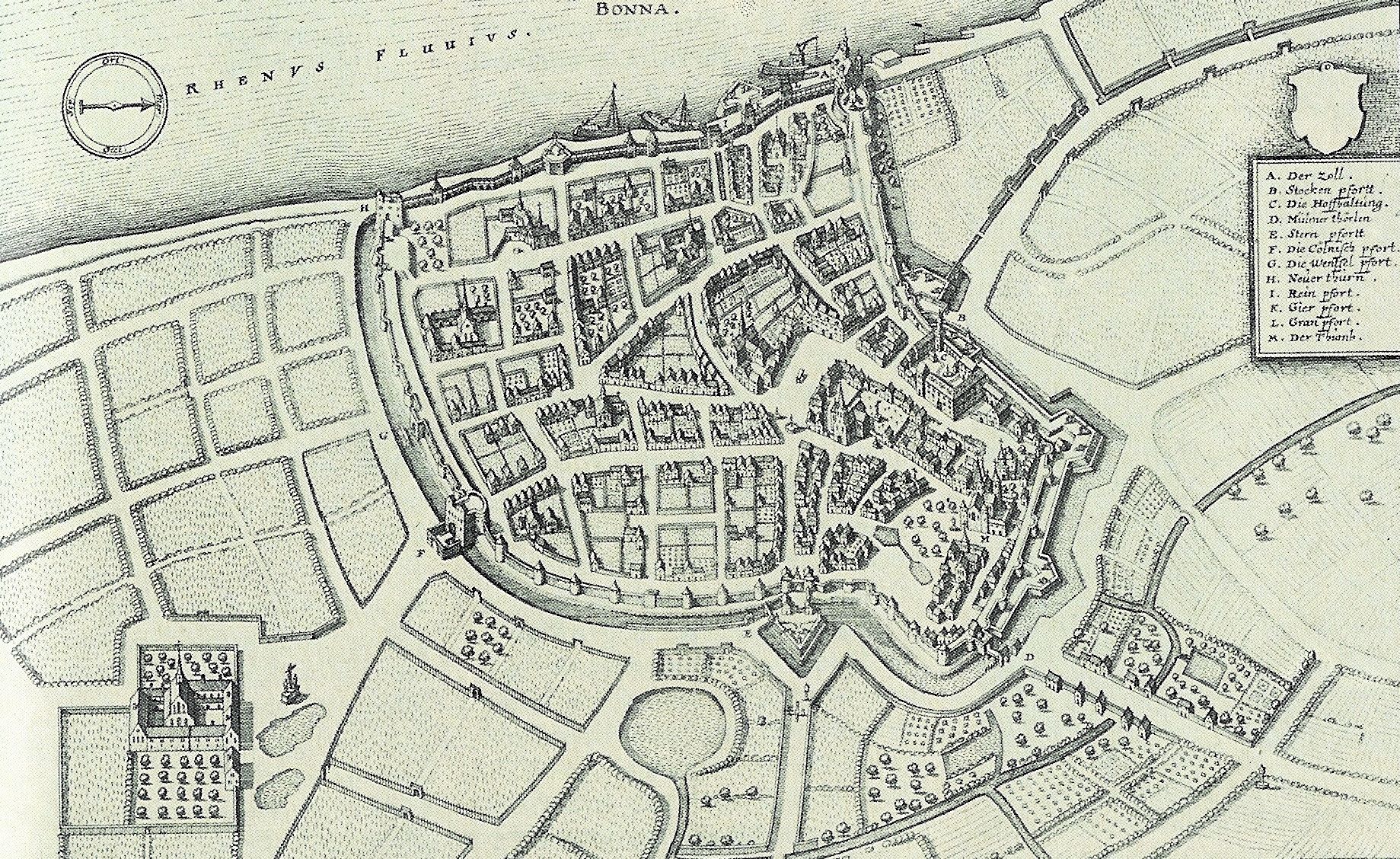
Bonn vor der Belagerung

- 3. November: Die Belagerung und Eroberung der Stadt Bonn, Hauptlandesfestung der Verbündeten Kurköln und Frankreich, durch Truppen unter Wilhelm von Oranien-Nassau bringt den Umschwung im Holländischen Krieg zugunsten der Niederlande.
- 12. November: Festungskommandant Daniel Dietrich von Landsberg zu Erwitte kapituliert nach der Belagerung von Bonn im Holländischen Krieg. Die Franzosen büßen damit ihren Versorgungsweg über den Rhein in das Gebiet der Republik der Sieben Vereinigten Provinzen ein.
- Das englische Parlament erzwingt von König Karl II. die Zustimmung zur sogenannten Testakte, mit der Katholiken in England von Staatsämtern ausgeschlossen werden. Bei dem Gesetz handelt es sich um eine Reaktion auf den Übertritt von Karls jüngerem Bruder James zum Katholizismus und die Angst vor einer Rekatholisierung des Landes im Falle seiner Thronbesteigung.

#### Osteuropa

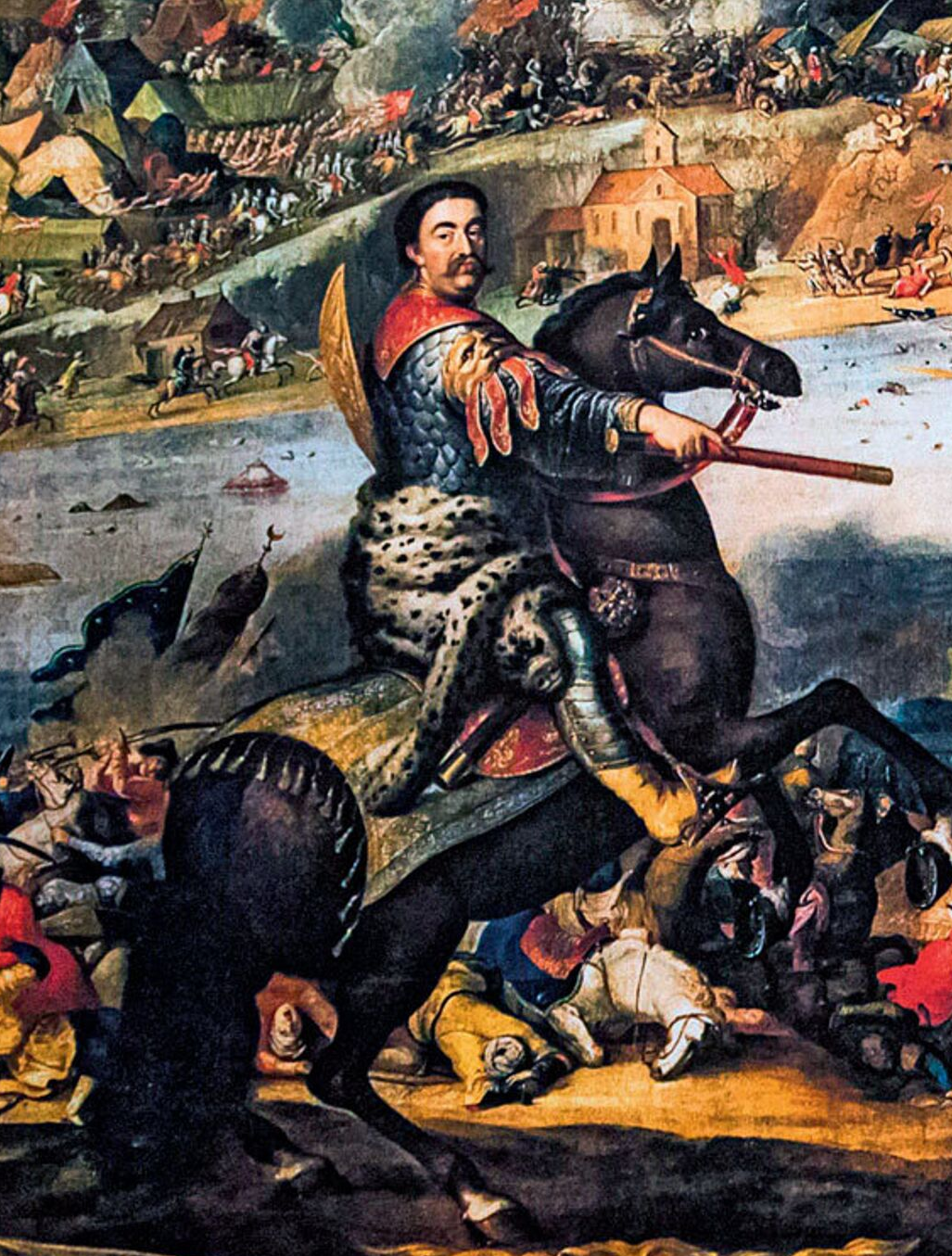
Jan Sobieski in der Schlacht bei Chotyn

- 11. November: Der polnische Großhetman Jan Sobieski besiegt die Truppen des Osmanischen Reichs unter Großwesir Köprülü Fâzıl Ahmed Pascha in der Schlacht bei Chotyn.

#### Amerika
- 18. März: John Berkeley, 1. Baron Berkeley of Stratton, verkauft seinen Teil von New Jersey an die Quäker.
- 17. Mai: Jacques Marquette und Louis Joliet beginnen mit der Erkundung der Großen Seen und des Mississippi River.
- 17. Juni: Die Franzosen Louis Joliet und Jacques Marquette erreichen den Mississippi River.

### Wirtschaft
- Im Auftrag von König Ludwig XIV. wird die Senegalkompanie gegründet, eine französische Handelskompanie, die insbesondere dem Sklavenhandel dient.

### Wissenschaft und Technik
- Gottfried Leibniz stellt seine nach dem Staffelwalzenprinzip funktionierende Rechenmaschine der Royal Society in London vor.
- Antonie van Leeuwenhoek beginnt mit selbstgebauten Mikroskopen verschiedene Untersuchungen. Er entdeckt unter anderem Bakterien, Spermien und rote Blutkörperchen.

### Kultur
- 27. April: Die Oper Cadmus et Hermione von Jean-Baptiste Lully auf das Libretto von Philippe Quinault hat ihre Uraufführung am Theater in der Rue de Vaugirard in Paris. Da Lully mit dieser Aufführung den Geschmack des Königs trifft, wird ihm der Palais Royal zur Verfügung gestellt und Molières Truppe umgesiedelt.
- Ludwig XIV. führt in Frankreich die Allongeperücke ein.
- Das Schloss Osnabrück ist bezugsfertig.

## Historische Karten und Ansichten

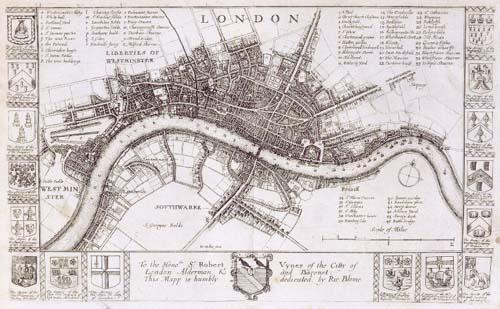
London 1673, Richard Blome

## Geboren

### Erstes Halbjahr
- 11. Januar: Christian August von Schleswig-Holstein-Gottorf, Fürstbischof des Hochstifts Lübeck († 1726)
- 21. Januar: Johann Georg Fischer, deutscher Baumeister († 1747)
- 23. Januar: Violante Beatrix von Bayern, Gouverneurin von Siena († 1731)
- 28. Januar: Georg Gsell, Schweizer Barockmaler († 1740)
- 31. Januar: Louis-Marie Grignion de Montfort, französischer Volksmissionar und Ordensstifter († 1716)
- 01. Februar: Alessandro Marcello, italienischer Dichter, Komponist und Philosoph († 1747)
- 03. Februar: Gottlieb Stolle, deutscher Polyhistor († 1744)
- 17. Februar: Archibald Hamilton, britischer Marineoffizier, Kolonialgouverneur und Politiker († 1754)
- 04. März: Luise Elisabeth von Württemberg-Oels, Herzogin von Sachsen-Merseburg († 1736)
- 15. März: Johann Christoph Müller, deutscher Kartograf und Ingenieuroffizier († 1721)
- 30. März: Louis d’Aubusson duc de la Feuillade, französischer Militär († 1725)
- 05. April: Nicolò Grimaldi gen. Nicolino, italienischer Sänger und Kastrat († 1732)
- 21. April: Wilhelmine Amalie von Braunschweig-Lüneburg, als Ehefrau Josephs I. deutsche Kaiserin († 1742)
- 28. April: Claude Gillot, französischer Maler († 1722)
- 29. April: Georg Wilhelm Kirchmaier, Philosoph, Rhetoriker, Sprachwissenschaftler († 1759)
- 01. Juni: Louise Françoise de Bourbon, Fürstin von Condé († 1743)
- 10. Juni: René Duguay-Trouin, französischer Freibeuter und Marineoffizier († 1736)
- 11. Juni: Johann Melchior Kraft, deutscher lutherischer Theologe († 1751)
- 18. Juni: Antonio de Literes, spanischer Komponist († 1747)

### Zweites Halbjahr
- 14. Juli: Joseph Abeille, französischer Architekt († 1756)
- 18. Juli: Hedwig Elisabeth Amalia von der Pfalz, durch Heirat Kronprinzessin von Polen († 1722)
- 21. Juli: Karl Arnd, deutscher lutherischer Theologe († 1721)
- 25. Juli: Santiago de Murcia, spanischer Gitarrist, Komponist und Musiktheoretiker († 1739)
- 06. August: Henry Fitzjames, illegitimer Sohn von Jakob II. von England († 1702)
- 10. August: Johann Konrad Dippel, deutscher Theologe, Alchemist und Arzt († 1734)
- 19. August: Jacob Paul von Gundling, Präsident der Preußischen Sozietät der Wissenschaften († 1731)
- 03. September: Magdalena Sibylla von Sachsen-Weißenfels, Herzogin von Sachsen-Eisenach († 1726)
- 13. September: Anton Leodegar Keller, Luzerner Ratsmitglied, Vogt und Tagsatzungsgesandter († 1752)
- 22. September: Ernst Salomon Cyprian, deutscher lutherischer Theologe und Bibliothekar († 1745)
- 24. September: Georg Sigismund Green der Ältere, deutscher lutherischer Theologe († 1734)
- 29. September: Jacques-Martin Hotteterre, französischer Komponist und Flötist († 1763)
- 08. Oktober: David Stähelin, Bürgermeister von St. Gallen († 1750)
- 26. Oktober: Dimitrie Cantemir, Woiwode der Moldau, Historiker, Musiktheoretiker, Geograph und Universalwissenschaftler, Humanist und Enzyklopädist († 1723)
- 01. November: Meinrad II., Fürst von Hohenzollern-Sigmaringen († 1715)
- 15. November: Franz Albert Aepinus, deutscher Theologe, Schriftsteller und Philosoph († 1750)
- 15. November: Jesaias Friedrich Weissenborn, deutscher lutherischer Theologe († 1750)
- 16. November: Alexander Danilowitsch Menschikow, russischer Adeliger und Staatsmann, Generalissimus der russischen Armee († 1729)
- 20. November: Friedrich, Herzog von Sachsen-Weißenfels-Dahme und kursächsischer Generalleutnant († 1715)
- 16. Dezember: Johanna Sophie zu Hohenlohe-Langenburg, Gräfin zu Schaumburg-Lippe († 1743)
- 26. Dezember: Gustav Philipp Mörl, deutscher evangelischer Geistlicher und Bibliothekar († 1750)

### Genaues Geburtsdatum unbekannt
- Ahmed III., Sultan des Osmanischen Reiches († 1736)

## Gestorben

### Todesdatum gesichert
- 06. Januar: Wenzeslaus von Thun und Hohenstein, Bischof von Passau und Bischof von Gurk (* 1629)
- 13. Januar: Severus Christoph Olpius, deutscher Moralphilosoph und lutherischer Theologe (* 1623)
- 21. Januar: Carl Ferdinand Fabritius, deutscher Maler (* 1637)
- 11. Februar: Taco van Glins, niederländischer Rechtswissenschaftler (* 1619)
- 12. Februar: Johann Philipp von Schönborn, Erzbischof und Kurfürst von Mainz (* 1605)
- 13. Februar: Joannes Baptista Dolar, slowenischer Komponist (* um 1620)

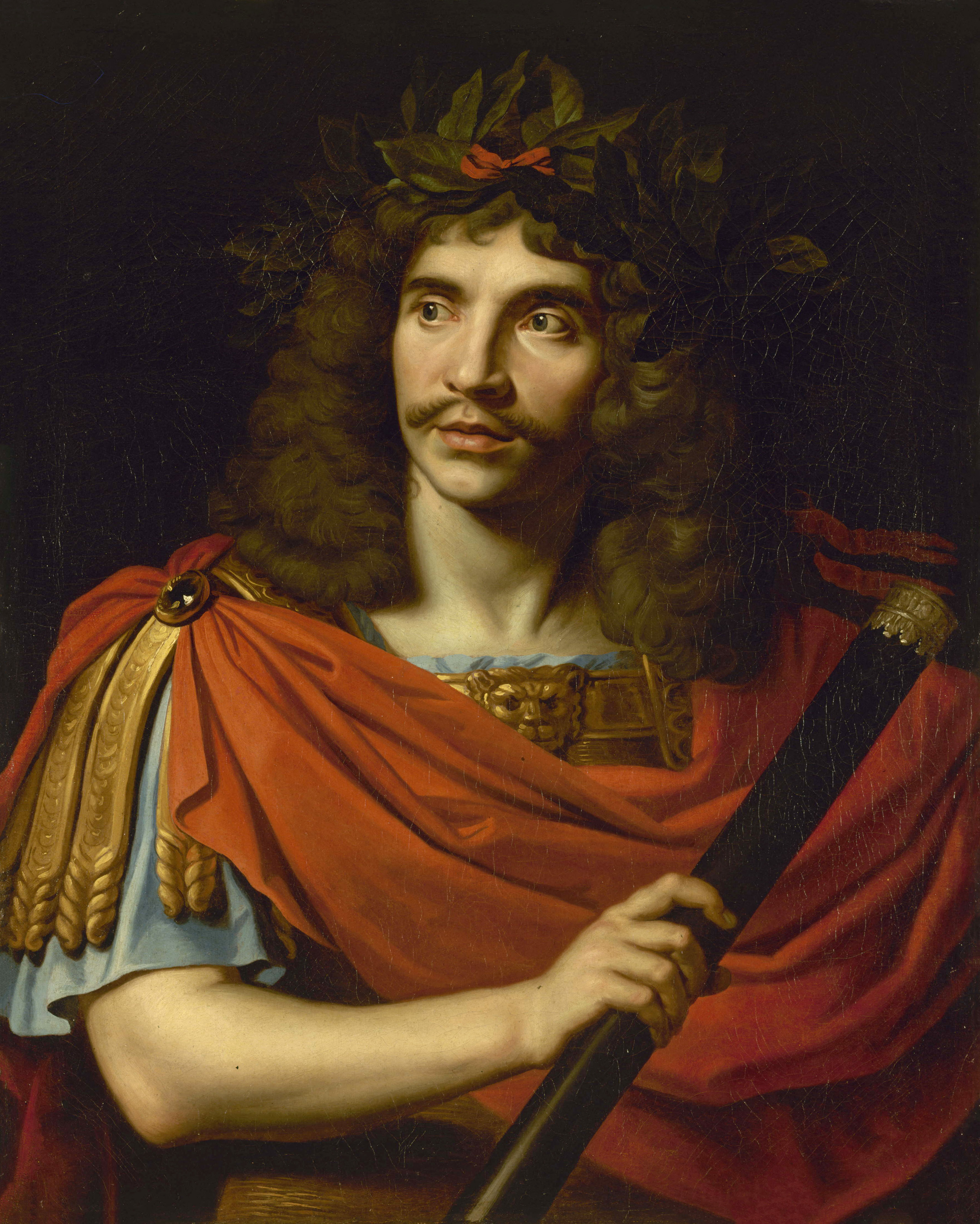
Porträt Molières, 1658

- 17. Februar: Jean-Baptiste Poquelin, genannt Molière, französischer Schauspieler, Theaterdirektor und Dramatiker (* 1622)
- 04. März: Jacob Köck, österreichischer Orgelbauer (* 1630)
- 15. März: Salvator Rosa, italienischer Maler (* 1615)
- 20. März: Anna Margareta von Haugwitz, Ehefrau des schwedischen Heerführers und Staatsmanns Carl Gustav von Wrangel (* 1622)
- 29. März: Thomas Prence, englischer Kolonist und Gouverneur der Plymouth Colony (* 1601)
- 31. März: Christoph Friedrich von Salza, kurfürstlich-sächsischer Rat, Landesältester des Görlitzer Kreises, Gründer der Exulantenstadt Neu-Salza (* nach 1605)
- 05. April: Gabriel Marselis, niederländischer Großkaufmann und Finanzier (* 1609)
- 04. Mai: Richard Brathwaite, englischer Autor (* 1588)
- 06. Juni: Eugen Moritz von Savoyen-Carignan, Graf von Soissons und Dreux (* 1633)
- 18. Juni: Jeanne Mance, französische Laienschwester und Krankenpflegerin (* 1606)
- 25. Juni: Charles d’Artagnan de Batz-Castelmore, französischer Musketier und Vorbild für die Hauptfigur in Alexandre Dumas’ Roman Die drei Musketiere (* zwischen 1611 und 1615)
- 09. Juli: Johann Rudolph Ahle, deutscher Komponist, Organist, Dichter, evangelischer Kirchenmusiker (* 1625)
- 15. Juli: Hélène Fourment, zweite Ehefrau und Modell von Peter Paul Rubens (* 1614)
- 23. Juli: Balthasar Rösler, deutscher Markscheider (* 1605)
- 13. August: Caspar Wittich, deutscher Unternehmer und Hammerherr (* 1602)
- 17. August: Reinier de Graaf, niederländischer Arzt und Forscher (* 1641)
- 21. August: Edward Spragge, irischer Freibeuter und Admiral der Royal Navy (* um 1629)
- 25. August: John Theyer, englischer Rechtsanwalt, Schriftsteller und Antiquar (* 1597)
- 12. September: Erasmus Schindler, deutscher Unternehmer (* 1608)
- 13. September: Ludolf Lorenz von Krosigk, kurfürstlich-brandenburgischer Kriegsrat, Kammerherr und Obrist (* 1627)
- 18. September: Justus Gesenius, deutscher Theologe und Kirchenliederdichter (* 1601)
- 28. September: Herman Fleming, schwedischer Politiker (* 1619)
- 13. Oktober: Christoffer von Gabel, dänischer Staatsmann, Statthalter, Berater von Frederik III. von Dänemark (* 1617)
- 14. Oktober: Diego Osorio de Escobar, spanischer Bischof der katholischen Kirche und Vizekönig von Neuspanien (* 1608)
- 31. Oktober: Kurt Christoph Graf von Königsmarck, niederländischer Generalleutnant, Vizegouverneur, schwedischer Reichsfeldzeugmeister und Staatsmann (* 1634)
- 10. November: Michael I., König von Polen und Großfürst von Litauen (* 1640)
- 11. November: Joachim Carstens, deutscher Jurist und Syndicus der Hansestadt Lübeck (* 1596)
- 14. November: Mario Nuzzi, italienischer Maler (* 1603)
- 16. November: Ana Katarina Frankopan-Zrinski, kroatische Adelige und Dichterin (* um 1625)
- 27. November: Anthonie Palamedesz., niederländischer Maler (* 1601)
- 29. November: Raffaello Vanni, italienischer Maler (* 1595)
- 13. Dezember: Pedro Nuño Colón de Portugal, spanischer Offizier, Kolonialverwalter und Vizekönig von Neuspanien (* 1615)
- 31. Dezember: Christoph Philipp Richter, deutscher Rechtswissenschaftler (* 1602)

### Genaues Todesdatum unbekannt
- Johan Garmann, norwegischer Beamter und Kaufmann (* 1610)
- Francis Hamilton, 1. Baronet, schottisch-irischer Adliger und Politiker (* vor 1610)